# Барон Блисс
Генри Эдвард Эрнст Виктор Блисс, 4-й барон Блисс, более известен как барон Блисс (16 февраля 1869, Марлоу, Бакингемшир, Великобритания — 9 марта 1926, близ Белиз-Сити, Белиз) — британский инженер, путешественник, филантроп, который завещал почти два миллиона долларов Британского Гондураса фонду в пользу граждан тогдашней колонии Британский Гондурас (ныне Белиз). «День барона Брисса» является национальным праздником Белиза.

## Биография
Барон Блисс родился в 1869 году и в юности жил в Марлоу (графство Бакингемшир, Англия). Его отцом был Генри Олдридж, унаследовавший поместье своего дяди Эдварда Блисса из Брэндона, графство Суффолк, производителя ударно-кремнёвых замков для кремнёвых ружей, и сменивший свою фамилию на Блисс по завещанию дяди.
В 1855 году Генри Блисс также унаследовал поместье и титул своего кузена, барона де Альрейо из Королевства Португалия, хотя он и носил титул барона де Блисса в соответствии с условиями, указанными в завещании дяди.
В июне 1869 года полковник Карло Антонио Баррето из Королевства Испания предоставил ему ещё одно завещание с условием, что он сменит свою фамилию на Баррето, что он и сделал, несмотря на ранее наложенное дядей ограничение.
Генри Эдвард Эрнест Виктор де Баррето был инженером по профессии и после смерти отца в 1890 году стал 4-м бароном де Баррето. Однако во время Первой мировой войны он вернулся к своей фамилии Блисс и впоследствии был известен как барон Блисс. По-видимому, он добился успеха в своей карьере, но неизвестно, как он получил своё состояние — благодаря деловой хватке, наследству или сочетанию этих факторов.
Блисс был парализован ниже пояса в 1911 году в возрасте 42 лет, вероятно, из-за полиомиелита, и был прикован к инвалидному креслу. Несмотря на это, он оставался активным. По-видимому, он был заядлым моряком, но его яхта была конфискована для военных целей во время Первой мировой войны. Когда война закончилась, он был достаточно богат, чтобы выйти на пенсию и посвятить жизнь рыбалке и отдыху. С этой целью он заказал у известного шотландского конструктора яхт Альфреда Милна новую 120-футовую двухвинтовую яхту, которую он окрестил «Sea King II». В 1920 году он отправился на яхте на Багамы, где провёл пять лет. Тем временем его жена, баронесса Этель Элис Блисс, оставалась в Англии, живя на часть его состояния. Детей у пары не было.
Хотя у него там была кое-какая недвижимость, в конце концов он устал от багамского общества и решил уехать. Оставив Багамы, он отплыл в Тринидад и пробыл там некоторое время, пока не слёг с серьёзным пищевым отравлением. Решив принять приглашение своего друга Уиллоби Буллока, тогдашнего генерального прокурора Британского Гондураса, он отплыл на запад, ненадолго остановившись на Ямайке, вероятно, для лечения, и прибыл в гавань Белиз-Сити 14 января 1926 года.

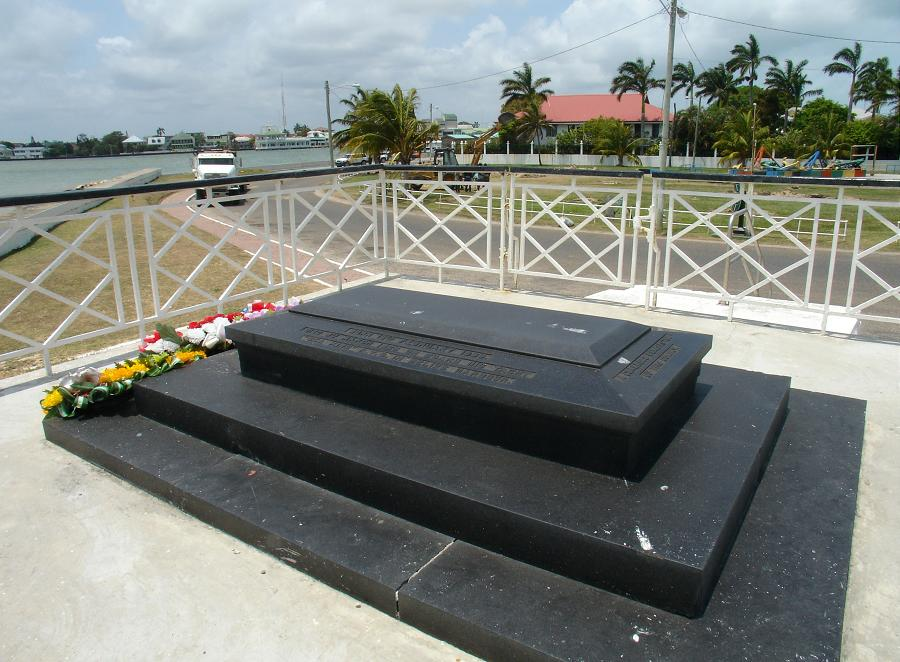
Могила барона Блисса близ моря, как он завещал, Белиз-Сити.

Здоровье Блисса, казалось, улучшилось в течение следующих нескольких недель, и большую часть этого времени он проводил, плавая по окрестностям на своей лодке, исследуя побережье и занимаясь рыбалкой. Однако всего за несколько дней до своего 57-летия его здоровье резко ухудшилось, и врачи сообщили ему, что он неизлечимо болен. Именно тогда он решил оставить большую часть своего состояния стране и подписал новое завещание от 17 февраля. Несколько недель спустя он умер на своей яхте, так и не высадившись на материковой части Белиза. Он был похоронен на месте бывшей испанской крепости, сильно пострадавшей после битвы при Сент-Джорджес-Кей в сентябре 1798 года в Белиз-Сити, ныне известном как парк Блисса. Это было временное решение, и позже он был похоронен в гранитной гробнице у моря, рядом с маяком, построенной на средства из его имущества. Инструкции по захоронению были чётко изложены в завещании.

## Завещание Блисса

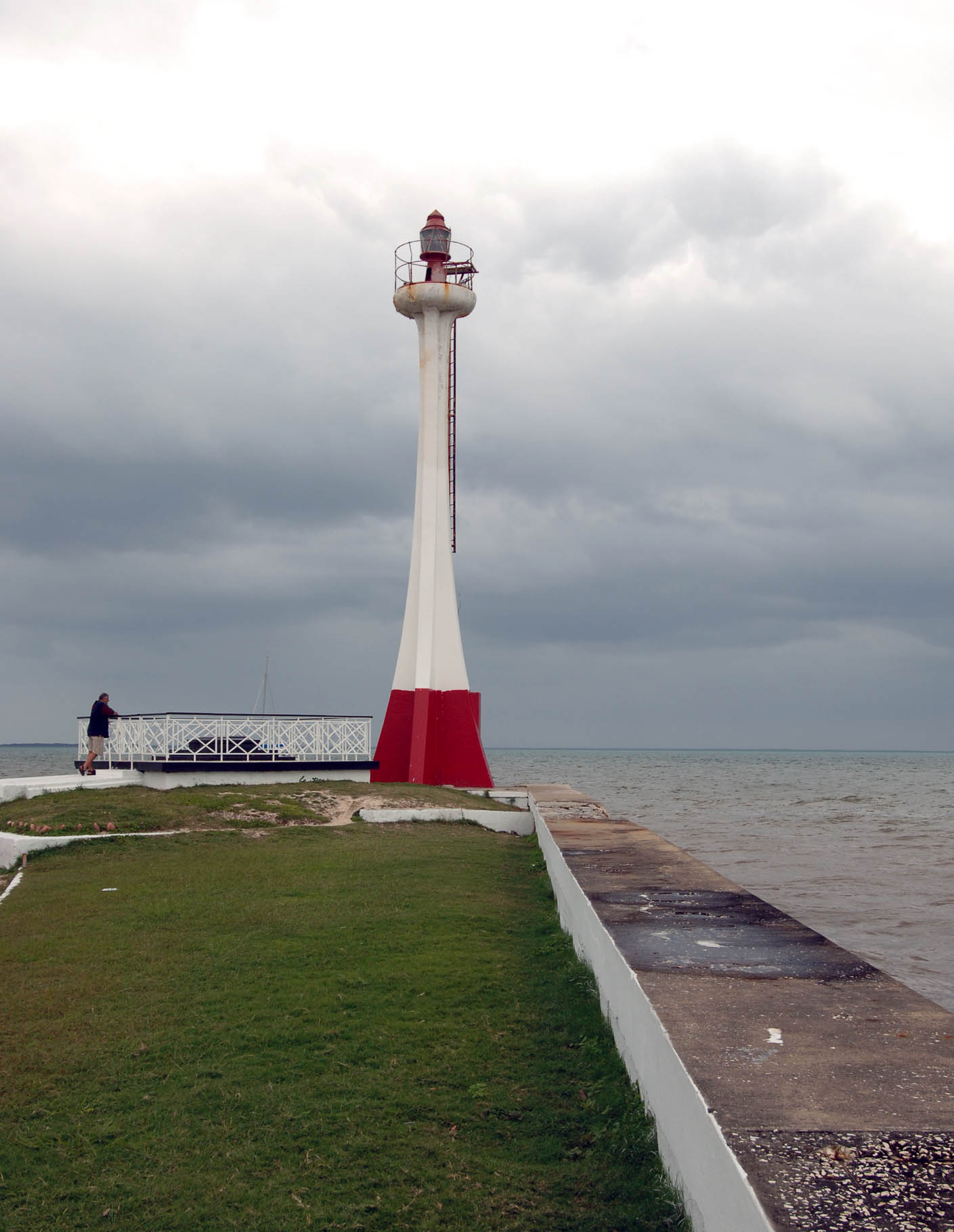
Маяк Барона Блисса и его могила (справа).

На момент смерти состояние барона Блисса оценивалось почти в 1 млн фунтов стерлингов (около BZ$1,8 млн). Великобритания потребовала уплаты около 480 тыс. долларов в качестве налога на наследство. В его завещании содержались конкретные указания относительно того, как эти деньги должны были быть использованы на благо граждан Британского Гондураса. За исключением небольших пожизненных рент жене и родственникам в Англии, а также его персоналу, оставшаяся часть средств была помещена в трастовый фонд, управляемый губернатором Британского Гондураса, министром по делам колоний и генеральным прокурором.
Первоначальные деньги должны были быть инвестированы в британские акции и ценные бумаги, и тратиться могли только полученные проценты, и даже их нельзя было тратить на церкви, танцевальные залы или школы, за исключением сельскохозяйственных и профессионально-технических училищ. Ежегодно на регату, которая с тех пор проводится ежегодно в День барона Блисса, было отложено сто фунтов стерлингов. Особым условием, связанным с этими деньгами, было то, что ни один американец не мог быть попечителем или сотрудником попечителя. Никаких объяснений этому условию не было дано.
За годы существования траст выделил более BZ$ 2 млн на финансирование проектов, включая Институт Блисса, Школу медсестёр Блисса и другие капитальные проекты по всей стране. По состоянию на 2011 год объём фонда всё ещё составлял около BZ$ 1,5 млн.

## День национальных героев и благотворителей
Вскоре после его смерти правительство объявило 9 марта Днём барона Блисса, национальным государственным праздником. Позднее он был переименован в День национальных героев и благотворителей и теперь отмечается в понедельник, ближайший к 9 марта, если только он не приходится на субботу или дата не была перенесена указом. В 2024 году праздник отмечался 11 марта.